# Història del càlcul
El càlcul, conegut als inicis de la seva història com a càlcul infinitesimal, és una disciplina matemàtica centrada en límits, continuïtat, derivades, integrals i sèries infinites. Isaac Newton i Gottfried Wilhelm Leibniz van desenvolupar de manera independent la teoria del càlcul infinitesimal al final del segle XVII; tant Leibniz com Newton van afirmar que l'altre li havia robat l'obra, i la controvèrsia del càlcul Leibniz-Newton va continuar fins a la mort de Leibniz el 1716.

## Pioners del càlcul

### Antiguitat

Arquímedes va utilitzar el mètode d'exhaustió per computar l'àrea dins un cercle.

L’època antiga va introduir algunes de les idees que van conduir al càlcul integral, però sembla que aquestes idees no es varen desenvolupar de manera rigorosa i sistemàtica. Càlculs de volums i àrees, un dels objectius del càlcul integral, s'hi poden trobar al papir egipci de Moscou (cap al 1820 aC), però les fórmules només es donen per a nombres concrets, algunes només són aproximadament certes i no es deriven per raonaments deductius. Els babilonis poden haver descobert la regla trapezoïdal mentre feien observacions astronòmiques de Jupiter.
De l’època de les matemàtiques gregues, Èudox (cap al 408-355 aC) va utilitzar el mètode d'exhaustió, que presagia el concepte de límit, per calcular àrees i volums, mentre que Arquimedes (cap al 287-212 aC) va desenvolupar aquesta idea més enllà, inventant heurístiques que s'assemblen als mètodes de càlcul integral. Als matemàtics grecs també se’ls atribueix un ús significatiu d'infinitesimals. Demòcrit va ser la primera persona que va considerar seriosament la divisió d'objectes a un número infinit, però la seva incapacitat per racionalitzar seccions transversals discretes amb un pendent suau d'un con li va impedir acceptar la idea. Aproximadament al mateix temps, Zenó d'Elea va desacreditar encara més els infinitesimals en articular les paradoxes que creen.
Arquimedes va desenvolupar aquest mètode encara més, tot inventant mètodes heurístics que s'assemblen una mica als conceptes moderns amb «la quadratura de la paràbola», «el mètode» i «sobre l'esfera i el cilindre». No s'ha de pensar, però, que els infinitesimals van basar-se rigorosament durant aquest temps. Els matemàtics grecs acceptarien una proposició com a veritable només quan es complementara amb una prova geomètrica adequada. No va ser fins al segle XVII que Cavalieri va formalitzar el mètode com a mètode d'indivisibles que finalment va ser incorporat per Newton a un marc general de càlcul integral. Arquimedes va ser el primer a trobar la tangent a una corba que no fóra un cercle, amb un mètode semblant al càlcul diferencial. Mentre estudiava l'espiral, va separar el moviment d’un punt en dos components, un component de moviment radial i un component de moviment circular, i després va continuar sumant els dos moviments de components junts, trobant així la tangent a la corba. Els pioners del càlcul com Isaac Barrow i Johann Bernoulli van ser estudiants diligents d’Arquimedes.
Liu Hui va reinventar el mètode d'exhaustió a la Xina al segle iv per trobar l’àrea d’un cercle. Al segle v, Zu Chongzhi va establir un mètode que més tard s'anomenaria principi de Cavalieri per trobar el volum d’una esfera.

### Medieval
A l'Orient Mitjà islàmic, el matemàtic àrab Ibn al-Hàytham (Alhazen) del segle XI va derivar una fórmula per a la suma de les quartes potències. Va utilitzar els resultats per dur a terme el que ara s'anomenaria una integració, on les fórmules per a les sumes de quadrats integrals i quartes potències li permetien calcular el volum d’un paraboloide. Al segle XII, el matemàtic persa Xàraf-ad-Din at-Tussí va descobrir la derivada dels polinomis cúbics. El seu tractat sobre equacions va desenvolupar conceptes relacionats amb el càlcul diferencial, com ara la funció derivada i els màxims i mínims de corbes, per tal de resoldre equacions cúbiques que poden no tenir solucions positives.
Algunes idees sobre càlcul van aparèixer més tard a les matemàtiques índies, a l'escola d'astronomia i matemàtiques de Kerala. Madhava de Sangamagrama al segle xiv, i més tard matemàtics de l'escola de Kerala, van declarar components del càlcul com la sèrie de Taylor i aproximacions de sèries infinites. No obstant això, no van ser capaços de combinar moltes idees diferents en els dos temes unificadors de la derivada i la integral, mostrar la connexió entre els dos i convertir el càlcul en la potent eina de resolució de problemes que tenim avui en dia.
L'estudi matemàtic de la continuïtat va ser recuperat al segle xiv per les calculadores d’Oxford i col·laboradors francesos com Nicolau Oresme. Van demostrar el "teorema de la velocitat mitjana de Merton": que un cos uniformement accelerat recorre la mateixa distància que un cos amb velocitat uniforme la velocitat de la qual és la meitat de la velocitat final del cos accelerat.

### Modernitat
Al segle xvii, els matemàtics europeus Isaac Barrow, René Descartes, Pierre de Fermat, Blaise Pascal, John Wallis i altres van discutir la idea de derivada. En particular, a 
«Methodus anunci disquirendam maximam et minimus» i a «De tangentibus linearum curvarum», Fermat va desenvolupar un mètode d’adequació per determinar màxims, mínims i tangents a diverses corbes que estava estretament relacionat amb la diferenciació. Isaac Newton més tard escriuria que les seves primeres idees sobre càlcul provenien directament de la «manera de dibuixar tangents de Fermat».
Per la part de les integrals, Cavalieri va desenvolupar el seu mètode d’indivisibles a la dècada de 1630 i 1640, proporcionant una forma més moderna de l’antic mètode grec d'exhaustió i calculà la fórmula de quadratura de Cavalieri, l’àrea sota les corbes xn de grau superior, que anteriorment només havia estat calculada en la paràbola, per Arquímedes. Torricelli va estendre aquest treball a altres corbes com la cicloide, i després la fórmula es va generalitzar a potències fraccionades i negatives per Wallis el 1656. En un tractat de 1659, Fermat té un enginyós truc per avaluar directament la integral de qualsevol funció de potència. Fermat també va obtenir una tècnica per trobar els centres de gravetat de diverses figures planes i sòlides, cosa que va influir en el treball posterior en quadratura. James Gregory, influït per les contribucions de Fermat tant en la tangència com en la quadratura, va poder demostrar una versió restringida del segon teorema fonamental del càlcul a mitjan segle segle xvii. La primera prova completa del teorema fonamental del càlcul va ser donada per Isaac Barrow.

Àrea ombrejada d'una unitat mesura quadrada quan x = 2.71828... La descoberta del número d'Euler, i la seva explotació amb funcions ^{x} i logaritme natural, va completar teoria d'integració per càlcul de funcions racionals.

Un requisit previ per a l'establiment d'un càlcul de funcions d'una variable real implicava trobar una antiderivada per a la funció racional {\displaystyle f(x)\ =\ {\frac {1}{x}}.} Aquest problema es pot redactar com a quadratura de la hipèrbola rectangular {\displaystyle xy=1}. El 1647 Grégoire de Saint-Vincent va assenyalar que la funció requerida {\displaystyle F} complia, {\displaystyle F(st)=F(s)+F(t).} de manera que una progressió geomètrica es va convertir, sota {\displaystyle F}, en una progressió aritmètica. Alfonso Antonio de Sarasa va associar aquesta característica amb algorismes contemporanis anomenats logaritmes que economitzaven l'aritmètica convertint les multiplicacions en addicions. Per tant, {\displaystyle F} va ser conegut per primera vegada com el logaritme hiperbòlic. Després que Euler fera ús d'{\displaystyle e=2.71828...}, i {\displaystyle F} es va identificar com la funció inversa de la funció exponencial, es va convertir en el logaritme natural, que satisfà {\displaystyle {\frac {dF}{dx}}\ =\ {\frac {1}{x}}.}
La primera prova del teorema de Rolle la va donar Michel Rolle el 1691 mitjançant mètodes desenvolupats pel matemàtic holandès Johann van Waveren Hudde. El teorema del valor mitjà en la seva forma moderna fou afirmat per Bernard Bolzano i Augustin Louis Cauchy després de la creació del càlcul modern. Barrow, Huygens i molts altres també van fer importants contribucions.

### Newton i Leibniz

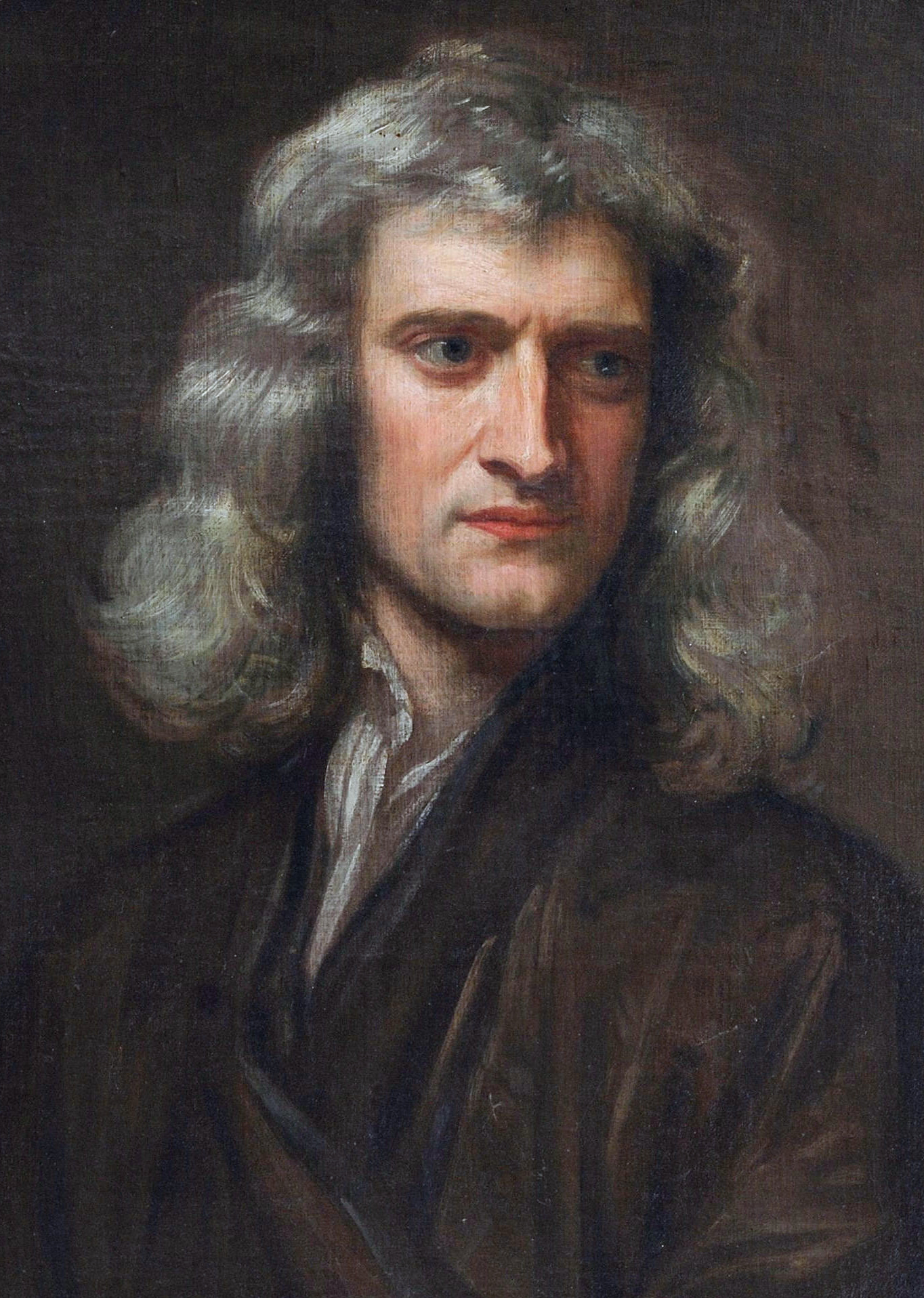
Isaac Newton

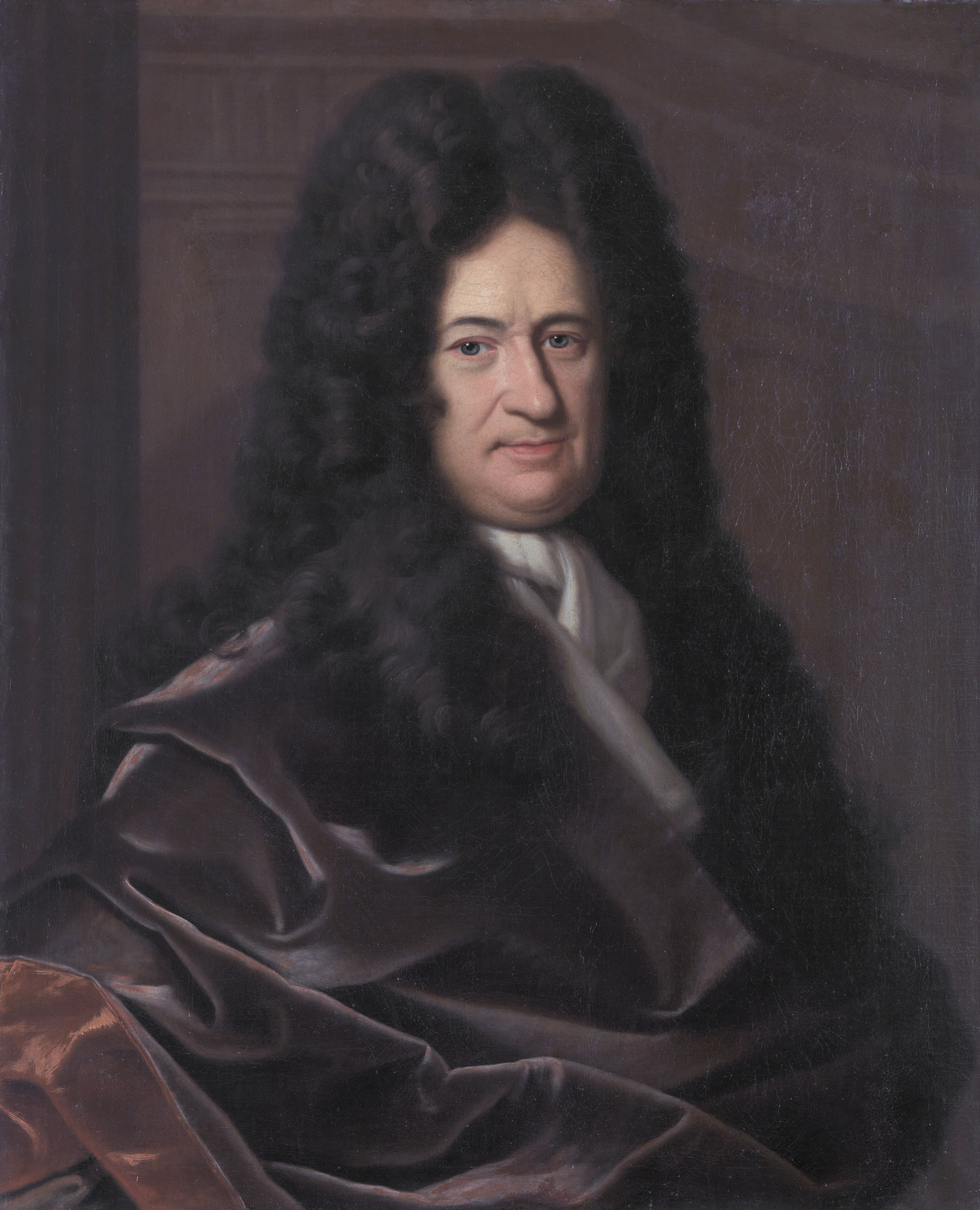
Gottfried Leibniz

Abans de Newton i Leibniz, la paraula «càlcul» feia referència a qualsevol conjunt de matemàtiques, però en els anys següents, «càlcul» es va convertir en un terme popular per a un camp de les matemàtiques basat en els seus coneixements. Newton i Leibniz, basant-se en aquest treball, van desenvolupar de manera independent la teoria al voltant del càlcul infinitesimal a finals del segle xvii. A més, Leibniz va fer molta feina desenvolupant conceptes i notacions consistents i útils. Newton va proporcionar algunes de les aplicacions més importants a la física, especialment del càlcul integral. El propòsit d’aquesta secció és examinar les investigacions de Newton i Leibniz sobre el camp en desenvolupament del càlcul infinitesimal. Es donarà una importància específica als termes justificatius i descriptius que van utilitzar per intentar entendre el càlcul tal com el van concebre ells mateixos.
A mitjan segle xvii, les matemàtiques europees havien canviat el punt principal de coneixement. En comparació amb el segle passat que va mantenir les matemàtiques hel·lenístiques com a punt de partida per a la investigació, Newton, Leibniz i els seus contemporanis van mirar cada cop més cap a les obres de pensadors més moderns. Europa s'havia convertit en el lloc d’una creixent comunitat matemàtica i amb l’arribada de nous fonaments institucionals i organitzatius millorats s'estava assolint un nou nivell d’organització i integració acadèmica. És important destacar, però, que la comunitat no tenia formalisme; en canvi, consistia en una massa desordenada de diversos mètodes, tècniques, notacions, teories, i paradoxes.
Newton va arribar al càlcul com a part de les seves investigacions en física i geometria. Va veure el càlcul com la descripció científica de la generació de moviment i magnituds. En comparació, Leibniz es va centrar en el problema tangent i va arribar a creure que el càlcul era una explicació metafísica del canvi. És important destacar que el nucli de la seva visió era la formalització de les propietats inverses entre la integral i el diferencial d’una funció. Aquesta idea havia estat anticipada pels seus predecessors, però van ser els primers a concebre el càlcul com un sistema en el qual es van crear nous termes retòrics i descriptius. Els seus descobriments únics no només radiquen en la seva imaginació, sinó també en la seva capacitat per sintetitzar les idees que els envolten en un procés algorítmic universal, i va formar així un sistema matemàtic nou.

### Newton
Newton no va completar cap publicació definitiva que formalitzara el seu càlcul de flux; més aviat, molts dels seus descobriments matemàtics es van transmetre mitjançant correspondència, articles més petits o com a aspectes incrustats en les seves altres recopilacions definitives, com ara Principia i Opticks. Newton començaria la seva formació matemàtica com a hereu triat d'Isaac Barrow a Cambridge. La seva aptitud es va reconèixer aviat i ràpidament va aprendre les teories actuals. El 1664 Newton havia fet la seva primera contribució important avançant en el teorema del binomi, que havia ampliat per incloure exponents fraccionaris i negatius. Newton va aconseguir expandir l’aplicabilitat del teorema binomial aplicant l’àlgebra de magnituds finites en una anàlisi de sèries infinites. Va mostrar la seva voluntat de veure sèries infinites no només com a instruments aproximats, sinó també com a formes alternatives d’expressió d’un terme.
Moltes de les idees crítiques de Newton es van produir durant els anys de la pesta del 1665 al 1666, que més tard va descriure com «el primer de la meva època per a la invenció i les matemàtiques i la filosofia naturals, més que en cap moment des de llavors». Va ser durant el seu aïllament induït per la plaga que la primera concepció escrita del càlcul fluxionari es va registrar a l’inèdit «De Analysi per Aequationes Numero Terminorum Infinitas». En aquest document, Newton va determinar l'àrea sota una corba calculant primer una taxa de canvi momentània i després extrapolant l'àrea total. Va començar raonant sobre un triangle indefinidament petit l’àrea del qual és funció d'{\displaystyle x} i {\displaystyle y}. Llavors va raonar que l'augment infinitesimal de l'abscissa crearà una nova fórmula on {\displaystyle x=x+o} (important, o és la lletra, no el dígit 0). A continuació, va tornar a calcular l'àrea amb l'ajut del teorema binomial, va eliminar totes les quantitats que contenien la lletra «o» i va tornar a formar una expressió algebraica de l'àrea. De manera significativa, Newton «esborraria» les quantitats que contenien «o» perquè els termes «multiplicats per ell no seran res respecte a la resta».
En aquest moment, Newton havia començat a adonar-se de la propietat central de la inversió. Havia creat una expressió per a l'àrea sota una corba en considerar un augment momentani en un punt. De fet, el teorema fonamental del càlcul es va incorporar als seus càlculs. Tot i que la seva nova formulació oferia un potencial increïble, Newton era conscient de les seves lògiques limitacions en aquell moment. Admet que «no s'han de prescindir dels errors en matemàtiques, per petits que siguen» i que el que havia aconseguit va ser «explicat en breu i no demostrat amb precisió».
En un esforç per donar al càlcul una explicació i un marc més rigorosos, Newton va compilar el 1671 el Methodus Fluxionum et Serierum Infinitarum. En aquest llibre, l'estricte empirisme de Newton va configurar i definir el seu càlcul de flux. Va explotar el moviment instantani i els infinitesimals de manera informal. Va utilitzar les matemàtiques com a eina metodològica per explicar el món físic. La base del càlcul revisat de Newton es va convertir en continuïtat; com a tal, va redefinir els seus càlculs en termes de moviment continu. Per a Newton, les magnituds variables no són agregats d’elements infinitesimals, sinó que es generen pel fet indiscutible del moviment. Com passa amb moltes de les seves obres, Newton va retardar la publicació. Methodus Fluxionum no es va publicar fins al 1736.
Newton va intentar evitar l'ús de l'infinitesimal formant càlculs basats en les relacions de canvis. Al Methodus Fluxionum va definir la velocitat del canvi generat com un fluxió, que va representar mitjançant una lletra puntejada, i la quantitat generada que va definir com a fluent. Per exemple, si {\displaystyle {x}}{\displaystyle {y}} són els fluents, {\displaystyle {\dot {x}}}{\displaystyle {\dot {y}}} són els seus respectius fluxos. Aquest càlcul de ràtios revisat es va continuar desenvolupant i es va afirmar madurament al text De Quadratura Curvarum del 1676, on Newton va arribar a definir la derivada actual com la proporció última de canvis, que va definir com la relació entre increments evanescents (la proporció de fluxions), purament en el moment en qüestió. Essencialment, la proporció final és la proporció a mesura que els increments desapareixen en el no-res. És important destacar que Newton va explicar l'existència de la proporció última apel·lant al moviment;
| « | «Perquè per velocitat màxima s'entén que, amb el que es mou el cos, ni abans que arribe al seu darrer lloc, quan cessa el moviment ni després, sinó en el mateix moment en què arriba... la proporció final de quantitats evanescents és per entendre’s, la proporció de quantitats no abans que desapareguen, no després, però amb el qual s'esvaeixen.» | » |

Newton va desenvolupar el seu càlcul fluxional en un intent d'evadir l'ús informal dels infinitesimals en els seus càlculs.

### Leibniz

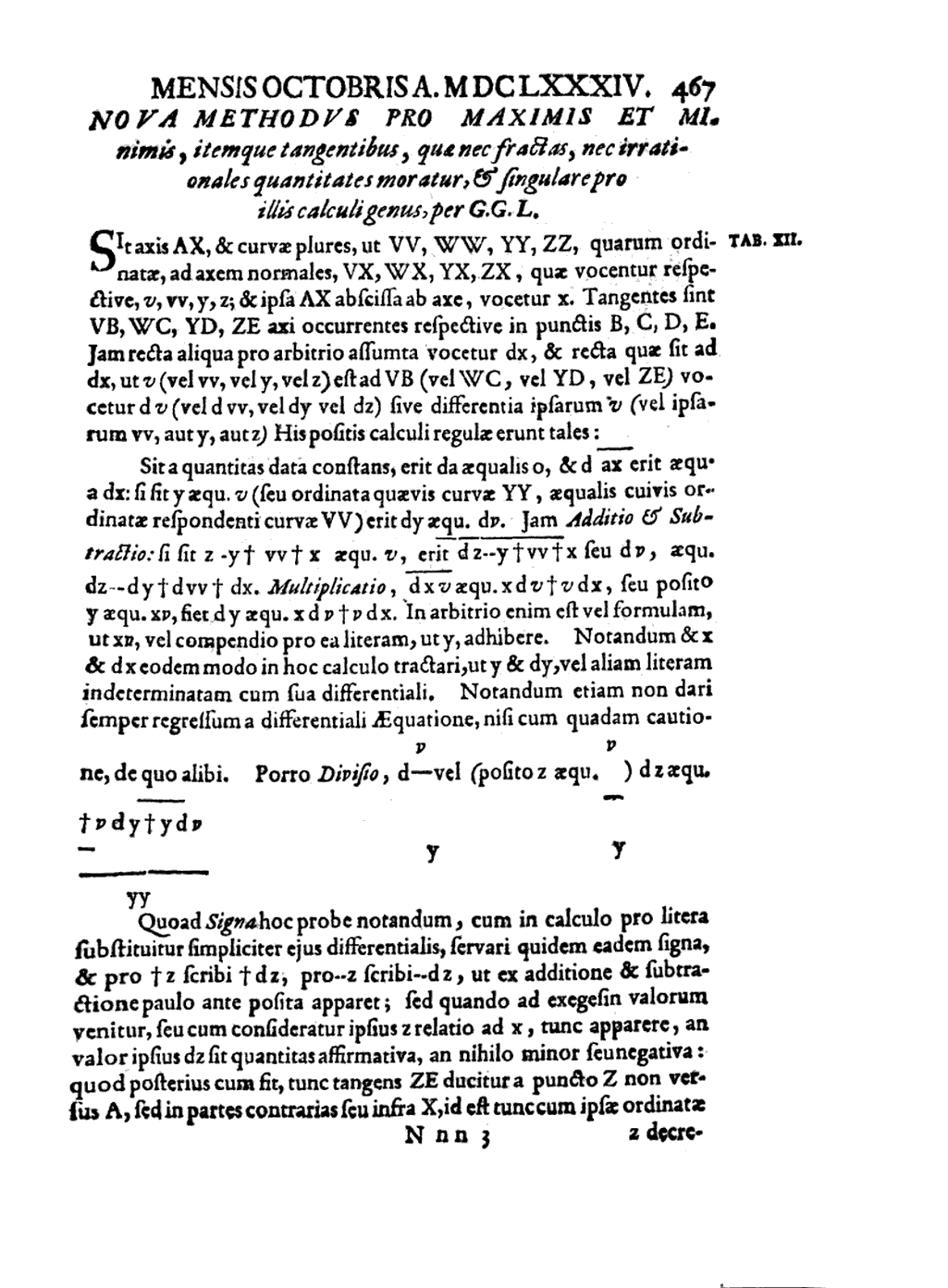
Leibniz: Nova methodus pro maximis et minimis, Acta Eruditorum, Leipzig, octubre 1684. Primera pàgina de la publicació del càlcul diferencial de Leibniz.

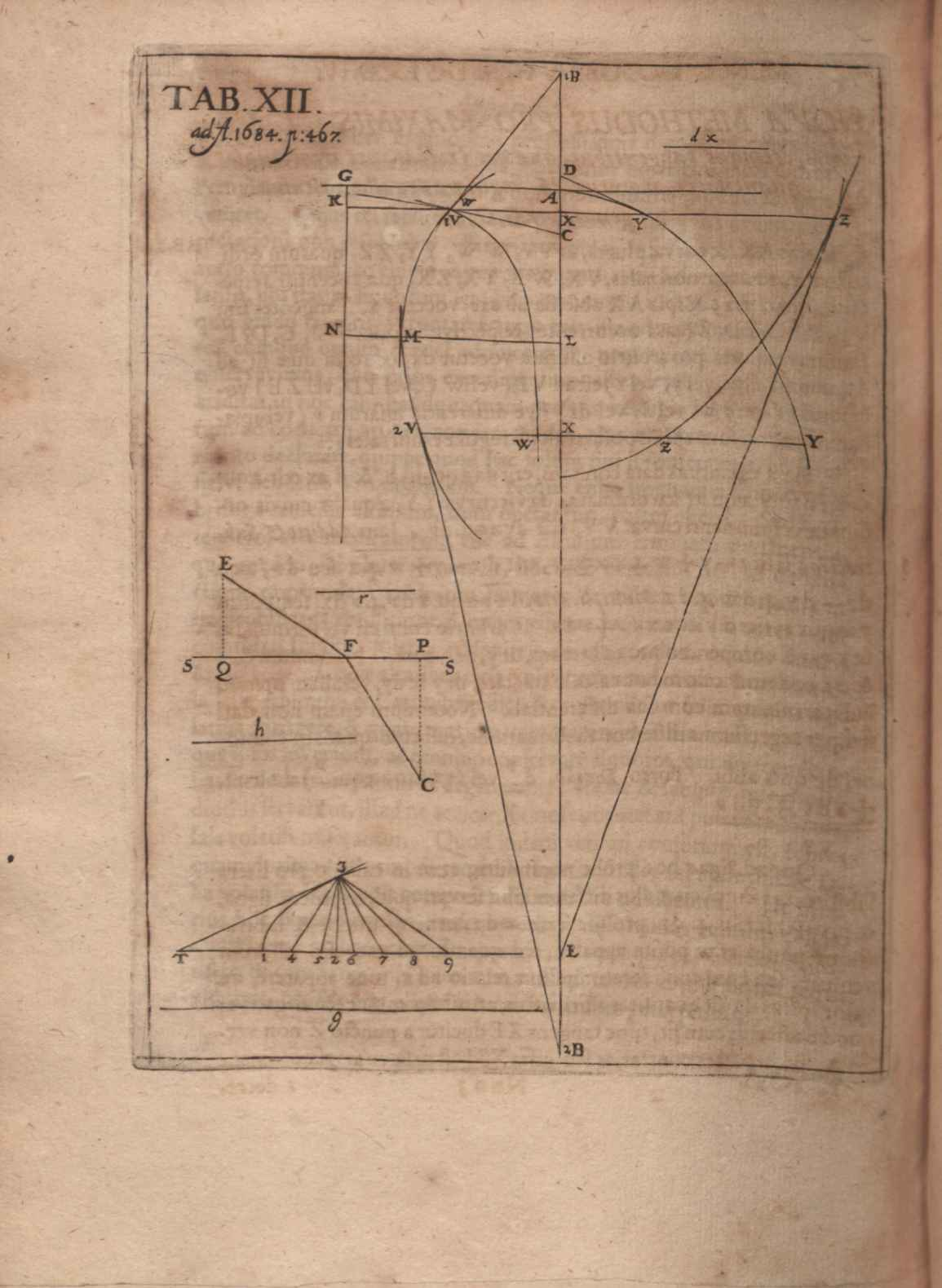
Gràfics referenciats a l'article de Leibniz de 1684.

Mentre Newton va començar a desenvolupar el seu càlcul fluxional entre 1665 i 1666, les seves troballes no es van difondre fins més tard. En els anys intermedis, Leibniz també va intentar crear el seu càlcul. En comparació amb Newton que va arribar a les matemàtiques a una edat primerenca, Leibniz va començar els seus rigorosos estudis matemàtics amb un intel·lecte madur. Era un polímata, i els seus interessos i èxits intel·lectuals van incloure metafísica, dreteconomia, política, lògica, i matemàtiques. Per entendre el raonament de càlcul de Leibniz s'hauria de tenir present el seu bagatge. Particularment, la seva metafísica que descrivia l'univers com una monadologia i els seus plans de crear una lògica formal precisa mitjançant la qual «un mètode general en el qual totes les veritats de la raó es reduirien a una mena de càlcul».
El 1672, Leibniz va conèixer el matemàtic Huygens que va convèncer Leibniz per dedicar un temps important a l'estudi de les matemàtiques. El 1673 havia avançat a la lectura del Traité des Sinus du Quarte Cercle de Pascal i va ser durant la seva investigació en gran part autodidàctica que Leibniz va dir que «es va encendre una llum». Igual que Newton, Leibniz va veure la tangent com una proporció, però la va declarar simplement com una proporció entre ordenades i abscisses. Va continuar aquest raonament per argumentar que la integral era de fet la suma de les ordenades per a intervals infinitesimals a l'abscissa; en efecte, la suma d’un nombre infinit de rectangles. A partir d'aquestes definicions es va fer evident la relació inversa o diferencial i Leibniz es va adonar ràpidament del potencial de formar un sistema completament nou de matemàtiques. Quan Newton al llarg de la seva carrera va utilitzar diversos enfocaments a més d’un enfocament que utilitza infinitesimals, Leibniz va convertir aquesta en la pedra angular de la seva notació i càlcul.
Als manuscrits del 25 d'octubre a l'11 de novembre de 1675, Leibniz va enregistrar els seus descobriments i experiments amb diverses formes de notació. Era molt conscient dels termes notacionals utilitzats i es van fer evidents els seus plans anteriors per formar un simbolisme lògic precís. Finalment, Leibniz va denotar els increments infinitesimals d’abscisses i les ordenades {\displaystyle dx} i {\displaystyle dy}, i la suma de infinits rectangles infinitesimalment prims com a s llarga (∫), que es va convertir en el símbol integral actual{\displaystyle \scriptstyle \int }.
Tot i que la matemàtica moderna utilitza la notació de Leibniz, la seva base lògica era diferent de la nostra actual. Leibniz va abraçar els infinitesimals i va escriure extensament de manera que, «per no fer de l'infinitament petit un misteri, com havia fet Pascal». Segons Gilles Deleuze, els zeros de Leibniz «no són res, però no són res absolut, no són res respectivament» (Citant el text de Leibniz «Justificació del càlcul d'infinitesimals pel càlcul de l'àlgebra ordinària»). Com a alternativa, els defineix com «menys que una quantitat determinada». Per a Leibniz, el món era un conjunt de punts infinitesimals i la manca de proves científiques sobre la seva existència no el va molestar. Els infinitsimals a Leibniz eren quantitats ideals d’un tipus diferent dels nombres apreciables. La veritat de la continuïtat va ser provada per la mateixa existència. Per a Leibniz es va assegurar el principi de continuïtat i, per tant, la validesa del seu càlcul. Tres-cents anys després del treball de Leibniz, Abraham Robinson va demostrar que l'ús de quantitats infinitesimals en càlcul es podia donar una base sòlida.

## Llegat
L’auge del càlcul destaca com un moment únic a les matemàtiques. El càlcul és la matemàtica del moviment i el canvi i, com a tal, la seua invenció va requerir la creació d’un nou sistema matemàtic. És important destacar que Newton i Leibniz no van crear el mateix càlcul i no van concebre el càlcul modern. Tot i que tots dos estaven involucrats en el procés de creació d’un sistema matemàtic per tractar quantitats variables, la seva base elemental era diferent. Per a Newton, el canvi va ser una quantitat variable al llarg del temps i per a Leibniz va ser la diferència que variava en una seqüència de valors infinitament propers. Cal destacar que els termes descriptius creats per cada sistema per descriure el canvi eren diferents.
Històricament, es va debatre sobre si Newton o Leibniz van «inventar» el càlcul per primera vegada. Aquest argument, la controvèrsia del càlcul de Leibniz i Newton, que va implicar Leibniz, que era alemany, i l'anglès Newton, va provocar una ruptura a la comunitat matemàtica europea que va durar més d'un segle. Leibniz va ser el primer a publicar les seves investigacions; no obstant això, està ben establert que Newton havia començat el seu treball uns quants anys abans que Leibniz i que ja havia desenvolupat una teoria de tangents en el moment en què Leibniz es va interessar per la qüestió. No se sap fins a quin punt això va poder influir en Leibniz. Les primeres acusacions van ser formulades per estudiants i partidaris dels dos grans científics al començament del segle, però després del 1711 tots dos es van implicar personalment, acusant-se mútuament de plagi.
La disputa prioritària va tenir com a efecte la separació durant molts anys els matemàtics de parla anglesa dels de l’Europa continental. Només a la dècada de 1820, a causa dels esforços de la Societat Analítica, es va acceptar el càlcul analític de Leibniz a Anglaterra. Avui, tant a Newton com a Leibniz se’ls acreditar com a desenvolupadors de manera independent els conceptes bàsics del càlcul. No obstant això, a Leibniz se li atribueix el fet de donar a la nova disciplina el nom que coneix avui: «càlcul». El nom de Newton per a això era «la ciència dels fluents i fluxions».
El treball de Newton i Leibniz es reflecteix en la notació que s'utilitza avui. Newton va introduir la notació {\displaystyle {\dot {f}}} per a la derivada d'una funció {\displaystyle f}. Leibniz va introduir el símbol {\displaystyle \int } per a la integral i va escriure la derivada d'una funció {\displaystyle y} de la variable {\displaystyle x} com {\displaystyle {\frac {dy}{dx}}}, tots dos encara en ús.
Des de l'època de Leibniz i Newton, molts matemàtics han contribuït al desenvolupament continu del càlcul. Una de les primeres i més completes obres sobre càlcul tant infinitesimal com integral va ser escrita el 1748 per Maria Gaetana Agnesi.

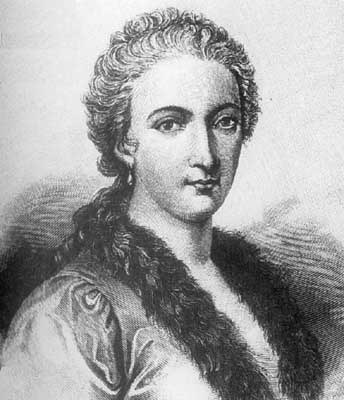
Maria Gaetana Agnesi

## Mètodes operatius
Antoine Arbogast (1800) va ser el primer a separar el símbol de l'operació del de la quantitat en una equació diferencial. Sembla que François-Joseph Servois (1814) va ser el primer a donar regles correctes sobre el tema. Charles James Hargreave (1848) va aplicar aquests mètodes a les seves memòries sobre equacions diferencials i George Boole els va emprar lliurement. Hermann Grassmann i Hermann Hankel van fer un gran ús de la teoria, el primer en l'estudi d'equacions, el segon en la seva teoria dels nombres complexos.

## Càlcul de variacions
Es pot dir que el càlcul de variacions comença amb un problema de Johann Bernoulli (1696). Immediatament va ocupar l'atenció de Jakob Bernoulli però Leonhard Euler va elaborar primer el tema. Les seves contribucions van començar el 1733 i el seu Elementa Calculi Variationum va donar a la ciència el seu nom. Joseph Louis Lagrange va contribuir àmpliament a la teoria i Adrien-Marie Legendre (1786) va establir un mètode, no del tot satisfactori, per a la discriminació de màxims i mínims. Per aquesta discriminació, Brunacci (1810), Carl Friedrich Gauss (1829), Siméon Denis Poisson (1831), Mikhail Vasilievich Ostrogradsky (1834) i Carl Gustav Jacob Jacobi (1837) han estat un dels col·laboradors. Una obra general important és la de Sarrus (1842) que va ser condensada i millorada per Augustin Louis Cauchy (1844). Altres valuosos tractats i memòries han estat escrits per Strauch (1849), Jellett (1850), Otto Hesse (1857), Alfred Clebsch (1858) i Carll (1885), però potser l'obra més important del segle és la de Karl Weierstrass. Es pot afirmar que el seu curs sobre la teoria és el primer a posar el càlcul sobre una base ferma i rigorosa.

## Integrals
Niels Henrik Abel sembla haver estat el primer a considerar de manera general la qüestió de quines equacions diferencials es poden integrar de forma finita mitjançant l'ajut de funcions ordinàries, una investigació ampliada per Liouville. Cauchy va emprendre la teoria general de determinar integrals definides, tema prominent durant el segle xix. Les integrals de Frullani, el treball de David Bierens de Haan sobre la teoria i les seves elaborades taules, les conferències de Lejeune Dirichlet plasmades en el tractat de Meyer i nombroses memòries de Legendre, Poisson, Plana, Raabe, Sohncke, Schlömilch, Elliott, Leudesdorf i Kronecker es troben entre les aportacions més destacades.
Les integrals eulerianes eren primer estudiat per Euler i després investigat per Legendre, per qui eren classed integrals tan eulerianes del primer i segona espècie, de la manera següent:
Les integrals eulerianes van ser primer estudiades per Euler i posteriorment investigades per Legendre, per qui van ser classificades com a integrals eulerianes de la primera i segona espècie, de la següent manera:
{\displaystyle \int _{0}^{1}x^{n-1}(1-x)^{n-1}\,dx}
{\displaystyle \int _{0}^{\infty }e^{-x}x^{n-1}\,dx}
tot i que aquestes no eren les formes exactes de l'estudi d’Euler.
Si n és un enter positiu:
{\displaystyle \int _{0}^{\infty }e^{-x}x^{n-1}dx=(n-1)!,}
Però la integral convergeix per a tots els reals positius {\displaystyle n} i defineix una continuació analítica de la funció factorial a tot el pla complex, excepte el zero i els enters negatius. Legendre li va assignar el símbol {\displaystyle \Gamma }
, i ara s'anomena funció gamma. A més de ser analític sobre reals positius ℝ+, {\displaystyle \Gamma } també gaudeix de la propietat que defineix de manera única {\displaystyle \log \Gamma } com convexa, cosa que justifica estèticament aquesta continuació analítica de la funció factorial per sobre de qualsevol altra continuació analítica. Al tema Dirichlet va aportar un important teorema (Liouville, 1839), que ha estat elaborat per Liouville, Eugène Charles Catalan, Leslie Ellis i altres. Raabe (1843-44), Bauer (1859) i Gudermann (1845) van escriure sobre l’avaluació de {\displaystyle \Gamma (x)} i {\displaystyle \log \Gamma (x)}. La gran taula de Legendre va aparèixer el 1816.

## Aplicacions
L'aplicació del càlcul infinitesimal als problemes físics i d'astronomia era contemporània amb l'origen de la ciència. Durant tot el segle segle xviii aquestes aplicacions van ser multiplicades, fins que tant Laplace com Lagrange havien portat tota la gamma de l'estudi de les forces a l'àmbit de l'anàlisi. A Lagrange (1773) devem la introducció de la teoria del potencial a dinàmiques, tot i que el nom «funció potencial» i es deu a les memòries fonamentals del tema de George Green (1827, i que va imprimir el 1828). El nom de «potencial» es deu a Gauss (1840), i la distinció entre la funció potencial i potencial a Clausius. Amb el seu desenvolupament conflueixen els noms de Lejeune Dirichlet, Riemann, von Neumann, Heine, Kronecker, Lipschitz, Christoffel, Kirchhoff, Beltrami, i molts dels físics punyents del segle.
En aquest punt és impossible entrar en la gran varietat d'altres aplicacions d’anàlisi de problemes físics. Entre elles hi ha les investigacions d'Euler sobre acords vibrants; Sophie Germain a les membranes elàstiques; Poisson, Lamé, Sant-Venant, i Clebsch sobre l'elasticitat dels cossos tridimensionals; Fourier en la difusió de calor; Fresnel a la llum; Maxwell, Helmholtz i Hertz en electricitat; Hansen, Hill i Gyldén sobre astronomia; Maxwell en harmònics esfèrics; Lord Rayleigh sobre acústica; i les contribucions de Lejeune Dirichlet, Weber, Kirchhoff, F. Neumann, Lord Kelvin, Clausius, Bjerknes, MacCullagh i Fuhrmann a la física en general. Cal esmentar especialment els treballs d’Helmholtz, ja que va contribuir a les teories de la dinàmica, l'electricitat, etc., i va aportar la seua gran potència analítica als axiomes fonamentals de la mecànica i als de les matemàtiques pures.
A més, el càlcul infinitesimal es va introduir a les ciències socials, començant per l'economia neoclàssica. Avui en dia és una eina valuosa en economia general.